# Можжевельник древесный
Можжеве́льник древе́сный, или Можжевельник ке́дровый (лат. Juniperus cedrus) — вид растений рода Можжевельник семейства Кипарисовые.

## Распространение
Встречается на западных Канарских островах (Тенерифе, Пальма, Гран-Канария, Гомера) и Мадейре. В естественных условиях растёт на высоте 500—2400 м над уровнем моря.

## Описание
Кустарники или деревья, как правило, двудомные. Вырастают высотой 5—20 м. Шишкоягоды с тремя слитыми семенами, диаметром 8-15 мм, сферические. Хвоя зелёная, 8-23 мм длиной, с двумя устьичными линиями. Древесина дерева устойчива против гниения. В посадках весьма декоративен.
Ароматическое масло, полученное путём перегонки из древесины, используется в некоторых косметических средствах.